# Perkinsiana rubra
Perkinsiana rubra är en ringmaskart som först beskrevs av Langerhans 1880. Enligt Catalogue of Life ingår Perkinsiana rubra i släktet Perkinsiana och familjen Sabellidae, men enligt Dyntaxa är tillhörigheten istället släktet Perkinsiana och familjen Sabellariidae. Arten har ej påträffats i Sverige. Inga underarter finns listade i Catalogue of Life.